# Schroederella hispanica
Schroederella hispanica är en tvåvingeart som beskrevs av László Papp och Miguel Carles-Tolrá 1994. 
Schroederella hispanica ingår i släktet Schroederella och familjen myllflugor. Artens utbredningsområde är Spanien. Inga underarter finns listade i Catalogue of Life.